# Matthias Klie
Matthias Klie (* 18. Mai 1961 in Lüdinghausen) ist ein deutscher Schauspieler und Synchronsprecher.

## Leben und Karriere
Matthias Klie studierte von 1981 bis 1984 Romanistik an der Freien Universität (FU) in Berlin. Anschließend absolvierte er bis 1988 eine Schauspielausbildung im Schauspielstudio bei Maria Körber und Joachim Kerzel sowie eine Gesangsausbildung bei Jonathan Kinsler in klassischem und Musicalgesang. Im Jahr 1988 legte er die Schauspielprüfung vor der paritätischen Prüfungskommission in Berlin ab.
Seit 1992 ist Matthias Klie als Synchronsprecher für unterschiedliche Produktionen im Fernsehen und Kino in Erscheinung getreten. Er ist unter anderem die deutsche Stimme von Mads Mikkelsen, den er seit 2004 regelmäßig synchronisiert. Auch ist er die deutsche Stimme von Lars Mikkelsen, dem Bruder von Mads Mikkelsen. In Darf ich bitten? synchronisierte er Bobby Cannavale (als Chic). Zu den weiteren Filmen, in denen er synchronisierte, gehörten unter anderem Eiskalte Stille, Die Todeskandidaten und Godzilla. Des Weiteren spricht er Shemar Moore (als Jesse Reese) in Birds of Prey. Inmitten der 7. Staffel von Brooklyn Nine-Nine übernimmt Klie die Rolle des Captain Raymond Holt von Leon Boden, der aufgrund seines Todes die Staffel nicht fertig synchronisieren konnte.
Als Sprecher fungiert er beispielsweise auch bei Lesungen (im Literaturhaus, am Goethe-Institut oder in der Muffathalle) oder für TV-Trailer und Dokumentationen.

### Gesang und Theater
Matthias Klie kam über das Singen zur Schauspielerei, er hatte vor seiner Gesangsausbildung bereits im Kirchenchor gesungen und sich an Gesangswettbewerben beteiligt. Erste Erfahrungen als Darsteller sammelte er als Komparse am Schillertheater in Berlin bei Boy Gobert. Sein erstes festes Engagement erhielt er bei Einar Schleef am Schauspiel in Frankfurt als Kaiser in Goethes Urgötz, wo er neben Darstellern wie Margarita Broich, David Bennent oder Martin Wuttke zu sehen war. Anschließend verbrachte er drei Jahre am Theater Heilbronn, wo er in Schillers Drama Don Carlos den Marquis von Posa darstellte sowie in der europäischen Erstaufführung von Sondheims Musical Into the Woods den Prinzen. Er tritt weiterhin immer wieder im Theater auf, so beispielsweise im Kleinen Theater Landshut, im Teamtheater, im Metropoltheater, am Landestheater Coburg oder an den Bühnen der Landeshauptstadt Kiel.
Als Schauspieler war Matthias Klie unter anderem in mehreren Episoden der ARD-Serie Marienhof zu sehen und wirkte in der Fernsehreihe Tatort in der Folge Im Visier mit. Von Dezember 2011 bis Januar 2012 trat er in der Medical Daily Herzflimmern – Liebe zum Leben in der Episodenrolle des Adam Wehner auf.

## Filmografie (Auswahl)

### Sprechrollen
Vincent Cassel
- 1999: Johanna von Orléans … als Gilles de Rais
- 2010: Our Day Will Come … als Patrick
- 2014: Die Schöne und das Biest … als Das Biest / Der Prinz
- 2015: Kind 44 … als Major Kuzmin
- 2015: Das Märchen der Märchen … als König von Strongcliff
- 2016: Einfach das Ende der Welt … als Antoine Knipper
- 2018: Die Welt gehört dir … als Henri
- 2020: Underwater – Es ist erwacht … als Captain Lucien
- 2020: Westworld … als Serac

Mads Mikkelsen
- 2000–2004: Unit One – Die Spezialisten … als Allan Fischer
- 2004: King Arthur … als Tristan
- 2012: Die Jagd … als Lucas
- 2013: Lang lebe Charlie Countryman … als Nigel
- 2013–2015: Hannibal (Fernsehserie, 39 Folgen) … als Dr. Hannibal Lecter
- 2014: Endstation Prag … als Christoffer
- 2014: The Salvation – Spur der Vergeltung … als Jon
- 2016: Doctor Strange … als Kaecilius
- 2018: Arctic … als Overgård
- 2019: Polar … als Duncan Vizla
- 2020: Der Rausch … als Martin
- 2020: Riders of Justice … als Markus
- 2021: Chaos Walking … als Prentiss
- 2022: Phantastische Tierwesen: Dumbledores Geheimnisse … als Gellert Grindelwald

Lars Mikkelsen
- 2004: King’s Game … als Peter Schou
- 2007: Kommissarin Lund – Das Verbrechen (Fernsehserie, 20 Folgen) … als Troels Hartmann
- 2009: Headhunter – für Lars Mikkelsen … als Martin Vinge
- 2010: Die Wahrheit über Männer … als Lars Mikkelsen
- 2011: Nordlicht – Mörder ohne Reue (Fernsehserie, 6 Folgen) … als Magnus Bisgaard
- 2014: Montana – Rache hat einen neuen Namen – für Lars Mikkelsen … als Dimitrije
- 2015: The Team (Fernsehserie, 8 Folgen) … als Harald Bjorn
- 2020–2022: Devils (Fernsehserie) … als Duval

#### Filme
- 1984: Nausicaä aus dem Tal der Winde – für Chris Sarandon … als Kurotowa (Synchronisiert 2004)
- 1992: Porco Rosso – für Akio Ōtsuka … als Donald Curtis (Synchronisiert 2006)
- 2007: Disturbia – für Matt Craven … als Daniel Brecht
- 2011: Atemlos – Gefährliche Wahrheit – für Nickola Shreli … als Alek
- 2011: Children Who Chase Lost Voices – für Kazuhiko Inoue – als Ryūji Morisaki
- 2014: Vater hoch vier – Zurück zur Natur – für Niels Olsen … als Vater Pa
- 2014: Asterix im Land der Götter – für Artus de Penguern ... als KeinBonus
- 2015: Jean-Paul Rouve in Aladin – Tausendundeiner lacht!
- 2016: Die Weihnachtsstory – Mark Brandon … als José Garcia (Schauspieler) als Paul Greene
- 2016: Money Monster – für Giancarlo Esposito … als Captain Marcus Powell
- 2017: Kilimandscharo – Reise ins Leben für Bongo Mbutuma … als Bergführer Joseph
- 2018: Jean-Paul Rouve in Aladin – Wunderlampe vs. Armleuchter
- 2018: Spinning Man – Im Dunkel deiner Seele für Clark Gregg … als Anwalt
- 2019: Ad Astra – Zu den Sternen – für John Ortiz … als Lieutenant General Rivas

#### Serien
- 1994–2000: Party of Five – für Matthew Fox … als Charlie Salinger
- 1996–2003: Sabrina – Total Verhext! (Sabrina, the Teenage Witch) – für John Ducey … als Leonard und eine Folge für Fred Stoller … als C.K.
- Seit 1997: Inspector Barnaby für Ramon Tikaram – als Lance Auden (Episode: Die Kunst stirbt zuletzt)
- Seit 1997: South Park – für Trey Parker – als CNN-Nachrichtensprecher (Episode: Handicar)
- 1999–2023: Pokémon – für Shin’ichirō Miki … als James
- 2000–2004: InuYasha – für Hirotake Nagata – als Shinsen
- 2001–2005: Star Trek: Enterprise … als Thalos; Talok (weitere Rollen)
- seit 2003: One Piece – für Takeshi Aono/Hirohiko Kakegawa, Hiroaki Yoshida, Kenyuu Horiuchi … als Mihawk „Falkenauge“ Dulacre, als Kumadori und als Kinemon
- 2003–2008: Hellsing – für Shō Hayami … als Enrico Maxwell
- 2004: Unsere kleine Farm – für Cameron Bancroft … als Charles Ingalls
- 2005: Trinity Blood – für Tetsu Inada … als Bruder Petro
- 2006–2008: Jericho – Der Anschlag – für Lennie James … als Robert Hawkins
- 2007–2011: Primeval – Rückkehr der Urzeitmonster – für Jason Flemyng … als Danny Quinn
- 2009–2015: Parks and Recreation – für Nick Offerman … als Ron Swanson
- 2010: Desperate Housewives – für Peter Breitmayer … als Footballspieler
- 2010: The Big C – für John Benjamin Hickey … als Sean Tolkey
- 2011–2015: Game of Thrones – für Ian Beattie … als Ser Meryn Trant
- 2012: Die wilden Kerle (13 Folgen) … als Herr von Theumer
- 2012–2015, 2017: Once Upon a Time – Es war einmal … – für Raphael Sbarge … als Jiminy Cricket/Dr.Archibald Hopper
- 2013–2023: The Blacklist – für Harry J. Lennix … als Harold Cooper
- 2014: Orphan Black – für Peter Outerbridge … als Henrik Johannsen
- 2014–2021: Bosch – für Titus Welliver … als Hieronymus „Harry“ Bosch
- 2017: Star Trek: Discovery – für Jason Isaacs … als Captain Gabriel Lorca
- 2018–2019: The Purge – Die Säuberung – für Reed Diamond … als Albert Stanton
- 2020: One Lane Bridge – für Joel Tobeck … als Stephen Tremaine
- 2020: The Mandalorian – für Titus Welliver … als Imperialer Captain
- 2020–2021: Brooklyn Nine-Nine – für Andre Braugher … als Raymond Holt
- 2020–2023: Ted Lasso – für Anthony Head …als Rupert Mannion
- seit 2022: Bosch: Legacy – für Titus Welliver … als Harry Bosch
- seit 2022: Der Herr der Ringe: Die Ringe der Macht – für Joseph Mawle … als Adar
- 2023: One Piece (Live-Action-Serie) – für Steven Ward ... als Mihawk "Falkenauge" Dulacre
- seit 2022: Befruchtet – für Mikael Birkkjær als Nils-Anders

#### Videospiele
- 2023: Cyberpunk 2077: Phantom Liberty als Mr. Hands

### Als Darsteller
- 1993: Marienhof (13 Folgen)
- 2001: In der Mitte des Lebens
- 2003: Im Namen des Herren (Fernseh-Mehrteiler)
- 2003: Tatort (Folge: Im Visier)
- 2004: Das beste Jahr ihres Lebens
- 2005: Unter Verdacht (Folge: Atemlos)
- 2010: Sturm der Liebe (Fernsehserie)
- 2011–2012: Herzflimmern – Liebe zum Leben
- 2012: SOKO 5113 (Fernsehserie)